# Leptaulus citrioides
Leptaulus citrioides là một loài thực vật có hoa trong họ Cardiopteridaceae. Loài này được Baill. mô tả khoa học đầu tiên năm 1863.